# FC Daugava Rīga
El FC Daugava Rīga fue un equipo de fútbol de RSS de Letonia que jugó en la Primera División de la Unión Soviética, la primera división nacional.

## Historia
Fue fundado en el año 1944 en la capital Riga y tuvo varios nombres en su historia debido a que representó a varias fábricas locales:
- 1946–47: Daugava
- 1948–49: Daugava-VEF
- 1950–58: Daugava
- 1959–62: Daugava-RVZ
- 1963–69: Daugava-REZ
- 1970–90: Daugava

Su debut en el campeonato de RSS de Letonia sería en 1946 donde finalizó en quinto lugar entre ocho equipos, y dos años después logra el ascenso a la Primera Liga Soviética, y por los cambios de formato de competición termina jugando en la Primera División de la Unión Soviética en 1949, donde jugó cuatro temporadas hasta su descenso en 1952.
Tras el descenso pasó como un equipo de segundo nivel hasta que en 1960 se le da la oportunidad de regresar a la primera división con otro cambio de formato de competición donde finalizaría en el lugar 12 entre 22 equipos, venciendo en dos ocasiones al eventual campeón nacional FC Torpedo Moscow. En 1962 el club desciende nuevamente y pasaría lejos del ascenso excepto en 1967 que no lo consigue por diferencia de goles.
El club descendería a la Segunda Liga Soviética en 1971, logrando el ascenso cuatro años después para descender nuevamente al año siguiente. Regresaría a la segunda categoría en 1981, liga donde estuvo cerca de regresar a la primera división en 1985, perdiendo el playoff de ascenso ante el PFC CSKA Moscú, mismo destino en 1986 debido a exceder la cantidad de empates en la temporada (no se otorgaban puntos en caso de empatar cuando se supera el límite de partidos que un equipo podía empatar).
Por problemas financieros el club desciende a la tercera división en 1989, aunque lograría el retorno a la segunda categoría en 1990, pero el club fue disuelto y reemplazado por el FK Pārdaugava, pero con el fin de la Unión Soviética el FK Pārdaugava pasó a jugar en la Virsliga y desaparecería en 1995.
En 1996 aparece un equipo con el nombre Daugava Rīga pero no es considerado como sucesor del original Daugava y se le asocia más con el Torpedo Riga, pero desapareció en 2000. Luego el nombre Daugava pasó a circular en varios equipos juveniles pero sin el logo oficial del Daugava.
En 2007 nace el FK Daugava Daugavpils con el logo del club original, pero se debate si se considera el equipo sucesor del original Daugava..